# Wallacea

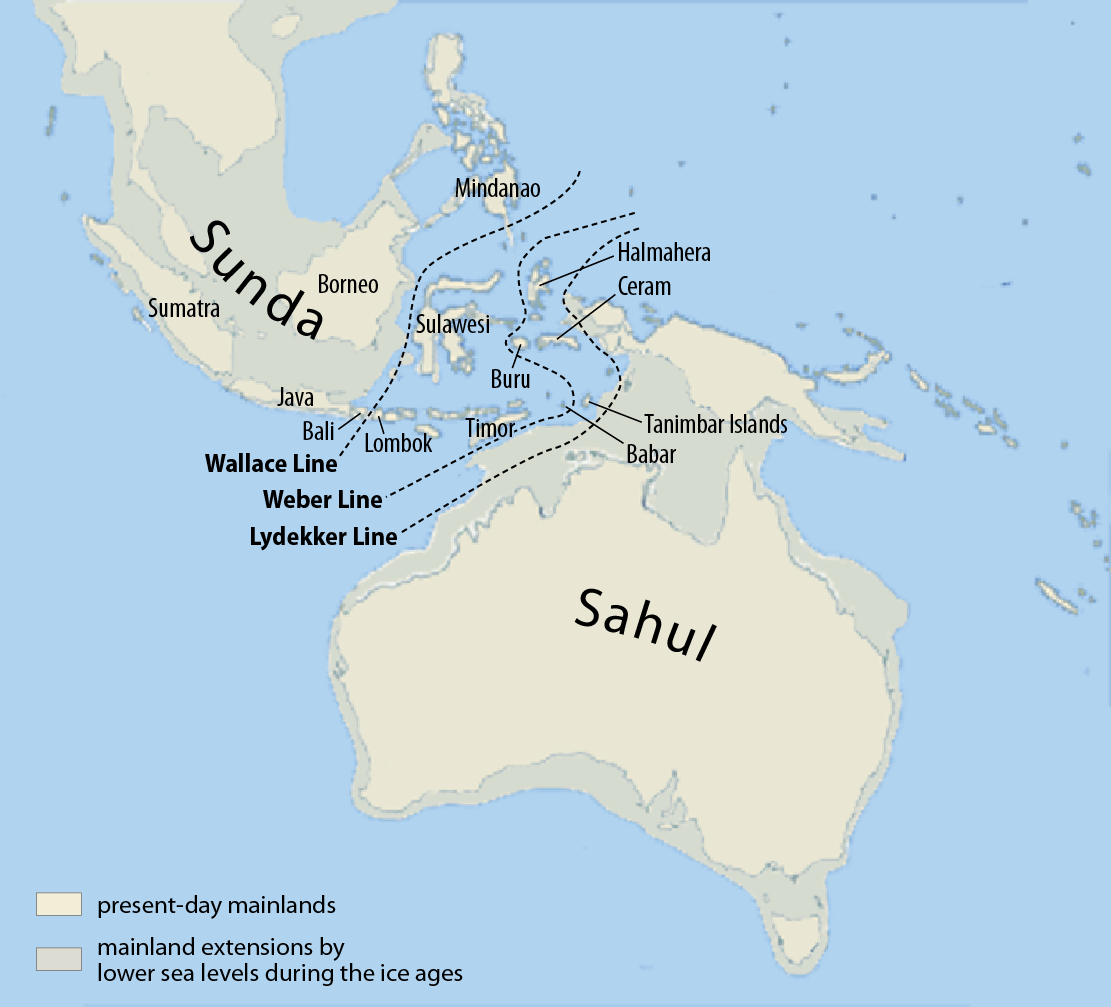
Mapa de Wallacea entre la plataforma de Sunda al oeste y noroeste, y la plataforma de Sahul al este y sureste del área. El mapa muestra las tres líneas (Wallace, Weber y Lydekker) que corresponden a las fosas que definen los límites biogeográficos de la Wallacea.

La Wallacea designa las islas y los fondos marinos situados en la zona roja. La línea azul corresponde a la línea de Weber.

Wallacea es la denominación biogeográfica de una región natural repartida entre Indonesia y Timor Oriental, compuesta por varios grupos de islas y los fondos marinos que las rodean. Constituye una zona intermedia entre Asia y Oceanía, de las que está separada por dos profundas fosas marinas marcadas por la línea de Wallace y la línea de Lydekker.
Incluye la mayor parte de las islas menores de la Sonda (Nusa Tenggara en indonesio) como Lombok, Sumbawa, Komodo, Flores y Sumba, Timor, Célebes, las islas Molucas Septentrionales (Maluku Utara) con la isla de Halmahera y las Molucas (Maluku) exceptuando las islas Aru, que pertenecen a la placa de Sahul (Australasia).
Las islas de la Wallacea se extienden entre la plataforma de la Sonda (extensión del sureste asiático que comprende la península Malaya, Sumatra, Borneo, Java y Bali) al oeste, y la plataforma Sahul (incluye Australia, Nueva Guinea y las islas Aru) al este y sureste. La superficie terrestre de la Wallacea cubre 338 494 km².
La Wallacea es una de las regiones de mayor biodiversidad del mundo y una de las que cuenta con más especies endémicas zoológicas y botánicas. Está también gravemente amenazada por la actividad humana, por lo que ha sido identificada por la organización Conservation International como uno de los 32 «puntos calientes de biodiversidad» existentes en el mundo.

## Delimitación biogeográfica
El límite entre la placa de la Sonda y Wallacea es definido por la línea Wallace, cuyo nombre hace referencia al geógrafo Alfred Russel Wallace, quien observó marcadas diferencias en la fauna de las islas situadas a un lado y otro de la línea. Las islas situadas al oeste de la línea (Sumatra, Java, Bali y Borneo) comparten una fauna similar a la del sureste asiático, en particular mamíferos como los tigres, rinocerontes y simios. La glaciación del Pleistoceno había hecho bajar el nivel de los mares hasta dejar al descubierto la plataforma continental de la Sonda, de tal manera que estas islas estaban unidas por tierra y prolongaban el continente asiático. Los animales terrestres podían por lo tanto desplazarse fácilmente desde Asia hasta el borde de la plataforma emergida, marcado por la profunda fosa de Wallace, que siempre permaneció bajo las aguas.
La misma situación se repite al este de la Wallacea. Australia (junto con Tasmania), Nueva Guinea y las islas Aru constituían en el pleistoceno un mismo continente emergido, Sahul, separado de la Wallacea por otra fosa marina, la línea de Lydekker. Una vez más, solo las especies capaces de franquear grandes espacios marítimos llegaron a poblar las islas de la Wallacea.
Por ese motivo, las islas de la Wallacea tienen muy pocos mamíferos terrestres, aves terrestres y peces de agua dulce de origen continental, debido a que estos animales tienen grandes dificultades para cruzar el mar abierto. Sin embargo, muchas especies de pájaros, reptiles e insectos fueron capaces de cruzar los estrechos, tanto desde Asia como desde Australia.
La fauna y la flora procedentes del este o del oeste de la Wallacea se equilibran en un punto intermedio a lo largo de una tercera línea llamada línea de Weber. Al oeste de la línea, más del 50 % de las especies son de origen asiático mientras que al este más del 50 % es de origen australiano y de Nueva Guinea. La línea de Weber determina por lo tanto el verdadero límite zoológico entre la región indomalaya (la Sonda) y Australia-Nueva Guinea (Sahul).

## Biodiversidad única
Debido a la fragmentación territorial de la Wallacea, que se separó de Asia hace unos 200 millones de años, la región tiene numerosas especies animales únicas en el mundo que evolucionaron aisladamente en las islas. Tiene también especies representativas de las regiones biogeográficas indo-malaya y Australasia. La totalidad de sus costas y fondos marinos están comprendidos dentro del área llamada Triángulo de coral, la zona de mayor riqueza coralina y una de las de mayor biodiversidad del mundo.

### Flora
Aunque la flora de Wallacea no se conozca todavía del todo, las investigaciones llevadas a cabo hasta principios del siglo XXI han registrado 1500 especies vasculares endémicas que representan 15 % del total de las especies presentes en la Wallacea. También se han registrado 15 géneros endémicos.
A diferencia de los bosques del sureste asiático, ricos en árboles de alto valor comercial, los bosques tropicales de la Wallacea tienen pocas especies diptocarpáceas. Entre los árboles aprovechables comercialmente se encuentran el kauri (Agathis), el palo de rosa (Pterocarpus indicus) y el eucalipto arco-iris (Eucalyptus deglupta)

### Fauna

#### Mamíferos
De las 220 especies de mamíferos censadas en Wallacea, 125 no existen en ningún otro lugar del mundo. Si se restan las numerosísimas especies de murciélagos que pudieron dispersarse debido a que pueden volar, se llega a un 88% de endemismo.
Entre los mamíferos más excepcionales se pueden citar:
- el babirusa (Babyrousa babyrussa), una especie de jabalí.
- dos tipos de búfalos enanos o anoas, Bubalus depressicornis y Bubalus quarlesi, que solo se encuentran en Célebes.
- La civeta (Macrogalidia musschenbroekii), endémica en Célebes;
- 25 especies de roedores.
- numerosas especies de primates.

Alrededor de un tercio de los mamíferos endémicos de Wallacea están en peligro de extinción.

#### Aves
Se han identificado 650 especies de aves en Wallacea, de las que 265 son endémicas, y 29 géneros endémicos. La isla Célebes es la que cuenta con más especies de aves: 365 especies de las que 96 son endémicas. La organización Bird Life International ha identificado 10 áreas de aves endémicas (Endemic Bird Areas, EBAs) en la Wallacea. Entre las especies más amenazadas se encuentran las aves del paraíso, de la familia Paradisaeidae.

#### Reptiles
Wallacea cuenta con 220 especies de reptiles, de las que 100 son endémicas. Existen también 3 géneros endémicos de serpientes: Calamorhabdium, Rabdion y Cyclotyphlops.
Pero el reptil más emblemático de Wallacea es sin lugar a duda el dragón de Komodo (Varanus komodoensis), el lacertido más grande del mundo. Se encuentra en las islas de Komodo, Padar, Rinca y Flores, en las islas menores de la Sonda.

#### Anfibios
Wallacea cuenta con 45 especies de anfibios, de las que 33 son endémicas, como es el caso del sapo de celebes (Ingerophrynus celebensis).

#### Peces de agua dulce
Se han censado 300 especies de peces de río en Wallacea, de las que 75 son endémicos. Casi todos los peces de agua dulce de la zona pueden vivir en agua de mar.

## Ecosistema amenazado
Como en el resto del mundo, los ecosistemas de Wallacea empezaron a verse particularmente afectados por las actividades humanas en el transcurso del siglo XX, durante el cual la población de Indonesia se cuadriplicó. Para aliviar la presión demográfica, el programa de transmigración aplicado por el gobierno indonesio de Suharto pobló sin discernimiento pequeñas islas cuyo equilibrio ecológico es particularmente frágil debido a su reducido tamaño.
Los inmensos incendios provocados por la tala a gran escala de los bosques, a menudo ilegal, se han visto agravados por los incendios asociados al fenómeno de El Niño que ha asolado la región desde 1997. El consecuente empobrecimiento de amplias regiones convertidas en sabanas secas está preocupando tanto al gobierno indonesio como a la comunidad internacional.
La explotación maderera y minera indiscriminada, así como las plantaciones agrícolas extensivas se perfilan como los mayores peligros para los ecosistemas de Wallacea. Se calcula que solo queda el 45 % de la superficie arbórea de las islas, de la que 15 % permanece en estado virgen. Esos porcentajes varían considerablemente de una isla a otra: se estima que en las islas menores de la Sonda queda el 7 % del bosque original mientras que esta tasa sube a 42 % en Célebes.
La biodiversidad de la Wallacea, al igual que en el resto del estado de Indonesia, se ve igualmente amenazada por la sobrepesca, la acuicultura y la camaronicultura intensiva y poco reglamentada que implica la destrucción de los manglares que protegen las costas de las islas.

## Medidas de protección
Desde principios de la década de 1980, el gobierno indonesio ha creado parques nacionales y reservas naturales terrestres y marinas con el propósito de mitigar y corregir los expolios llevados a cabo bajo el gobierno del anterior presidente Suharto. A través del Instituto Indonesio de las Ciencias (Indonesian Institute of Science, LIPI), el estado desarrolla una labor de protección, de gestión sostenible de los recursos naturales y de educación medioambiental de las poblaciones locales en estrecha colaboración con las siguientes ONGs internacionales: 
- Fondo Mundial para la Naturaleza (World Wildlife Fund, WWF)
- Indonesia Wetlands International (Asian Wetland Bureau)
- Birdlife International (International Council for Bird Preservation)
- Association BirdLife Indonesia
- The Nature Conservancy
- Wildlife Conservation Society
- Conservation International
- Fauna & Flora International
- International Rhino Fund

En colaboración con investigadores internacionales, el LIPI realiza la catalogación de las especies zoológicas y botánicas del país, e impulsa el descubrimiento de nuevas especies.
Sin embargo, las medidas de protección ambientales aún incluyen pocas islas de Wallacea y se concentran en Célebes, su isla de mayor tamaño y de más riqueza y diversidad biológica. Célebes tiene dos parques nacionales terrestres, el parque nacional de Lore Lind y el parque nacional de Bogani Nani Wartabone y dos reservas marinas consideradas entre las de mayor biodiversidad del mundo, parque nacional de Bunaken y el parque nacional de Taka Bonerate. 
Nusa Tenggara y las islas Molucas gozan de menos protección. Tienen pocas zonas protegidas, como los parques nacionales de Komodo, Gunung Rinjani, Manupeu Tanah Daru y Laiwangi-Wanggameti en la provincia de Nusa Tenggara, y el parque nacional de Manusela, único parque nacional de las Molucas. Las áreas protegidas se encuentran sobre todo en la región de las islas de Flores, Sumba y Seram, mientras que la isla de Halmahera, cuyo territorio se encuentra en su mayoría ocupado por concesiones forestales gestionadas por compañías privadas, sigue sufriendo una degradación progresiva. Las medidas de protección adoptadas en las Molucas son prácticamente inapreciables.